# شوگو یوشیزاوا
شوگو یوشیزاوا (انگلیسی: Shogo Yoshizawa؛ زادهٔ ۲۶ ژوئیهٔ ۱۹۸۶) بازیکن فوتبال اهل ژاپن است.
از باشگاه‌هایی که در آن بازی کرده‌است می‌توان به باشگاه فوتبال آلبیرکس نیگاتا اشاره کرد.